# Часы реального времени
Часы реального времени (ЧРВ, RTC — англ. Real Time Clock) — электронная схема, предназначенная для учёта хронометрических данных (текущее время, дата, день недели и др.), представляющая собой систему из автономного источника питания и учитывающего устройства. Чаще всего часы реального времени встречаются в вычислительных машинах, хотя, на самом деле, ЧРВ присутствуют практически во всех электронных устройствах, которые должны хранить время.

## Терминология
Название «real-time clock» используется в английском языке для различения от тактовых генераторов (которые в английском языке называются «clock signals»). Тактовые генераторы не ведут счёт в «человеческих» единицах исчисления времени.

## Назначение
Несмотря на то, что часы реального времени могут быть реализованы без использования специализированных устройств, применение специализированной схемы для ЧРВ позволяет добиться более низкого энергопотребления, освобождения центрального процессора для критичных по времени задач и обеспечить более высокую точность.
GPS-приёмники могут ускорять процесс включения, сравнивая время в собственных ЧРВ со временем последнего получения сигнала от спутника (если предыдущее включение было несколько часов назад, то могут быть использованы ранее найденные спутники, и определение координат начнётся быстрее).